# Zamach stanu w Mauretanii (2005)

Położenie Mauretanii na mapie Afryki.

Zamach stanu w Mauretanii w 2005 roku – zamach stanu, dokonany w Mauretanii 3 sierpnia 2005 r. przez grupę wojskowych pod dowództwem Ili uld Muhammada Fala. W jego wyniku obalony został, rządzący krajem od 21 lat prezydent Taja.

## Zamach stanu

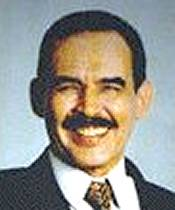
Obalony w zamachu prezydent Taja.

3 sierpnia 2005 grupa wojskowych pod wodzą komendanta policji Ili uld Muhammada Fala oraz szefa straży prezydenckiej Muhammada uld Abd al-Aziza dokonała bezkrwawego zamachu stanu przeciw władzy prezydenta Maawiji uld Sid'Ahmada Taji. Wojskowi we wczesnych godzinach porannych opanowali państwowe media, siedzibę dowództwa sił zbrojnych oraz otoczyli pałac prezydencki w Nawakszut. W stolicy zamknięte zostało również międzynarodowe lotnisko.
Prezydent Taja, który doszedł do władzy również w wyniku zamachu wojskowego w 1984, w czasie przewrotu przebywał poza granicami kraju. Uczestniczył bowiem w pogrzebie króla Arabii Saudyjskiej Fahda. Na wieść o zamachu Taja udał się do stolicy sąsiedniego Nigru, Niamey. W późniejszym czasie wyjechał do Gambii.
W dniu dokonania zamachu junta wojskowa ogłosiła przejęcie władzy w kraju, zakończenie „totalitarnego reżimu Taji” i ustanowienie Wojskowej Rady Sprawiedliwości i Demokracji. W swoim oświadczeniu Rada „przyrzekła przed obywatelami stworzenie warunków na rzecz rozwoju otwartej i przejrzystej demokracji”. Zapowiedziała sprawowanie władzy przez okres maksymalnie dwóch lat i zorganizowanie w tym czasie referendum na temat nowej konstytucji oraz wolnych i uczciwych wyborów.
Ludność stolicy entuzjastycznie powitała nowe władze, wychodząc na ulice, wznosząc okrzyki i trąbiąc samochodowymi klaksonami.

## Reakcje międzynarodowe
Zamach stanu w Mauretanii został potępiony przez sekretarza generalnego ONZ Kofiego Annan, Unię Europejską, Stany Zjednoczone oraz Francję.
- Unia Afrykańska - UA „ostro potępiła jakąkolwiek próbę przejęcia lub przejęcie władzy na drodze siły”. 4 sierpnia 2005 UA zawiesiła Mauretanię w członkostwie w organizacji do czasu przywrócenia porządku konstytucyjnego w kraju[3]. 10 sierpnia 2005 przedstawiciele UA zaakceptowali jednakże plany junty wojskowej dotyczące wprowadzenia w kraju demokracji i przeprowadzenia wyborów prezydenckich, udzielając jej swojego poparcia w tym procesie[4].

## Następstwa zamachu
7 sierpnia 2005 Wojskowa Rada Sprawiedliwości i Demokracji nowym premierem kraju mianowała Sidi Muhammada uld Bubakara. Ogłosiła również, że członkowie Rady nie będą mogli brać udziału w przyszłych wyborach prezydenckich. Tego samego dnia plany polityczne junty zaakceptowała rządząca dotąd Republikańska Partia Demokratyczna i Socjalna (PRSD) prezydenta Taji.
25 czerwca 2006 w Mauretanii odbyło się referendum konstytucyjne. Nową konstytucję zaakceptowało 97% głosujących. Konstytucja wprowadzała limit dwóch 5-letnich kadencji prezydenckich oraz wymagała złożenia przez prezydenta przysięgi o niezmienianiu tego przepisu. 19 listopada 2006 odbyły się wybory lokalne i parlamentarne. W marcu 2007 przeprowadzone zostały demokratyczne wybory prezydenckie. Wygrał je Sidi uld Szajch Abdallahi, który został zaprzysiężony 19 kwietnia 2007. 10 kwietnia 2008 Mauretania została ponownie dopuszczona do prac Unii Afrykańskiej.